# Seydou Traoré
Seydou Traoré (Grand-Lahou, 17 settembre 1970) è un ex calciatore burkinabé, di ruolo attaccante.

## Carriera

### Club
Ha cominciato a giocare nell'Africa Sports. Nel 1994 è passato al R.C. Kadiogo. Nel 1996 si è trasferito al Bressuire. Nella stagione 1998-1999 ha militato nell'Al-Ain. Nel 2000 è stato acquistato dall'Al-Qadisiya. Nel 2001 è passato all'Al-Ahli Doha. Nel 2002 è tornato all'Al-Qadisiya. Nel 2007 è stato ingaggiato dal Taissy, con cui ha chiuso la propria carriera.

### Nazionale
Ha debuttato in Nazionale il 5 gennaio 1994, nell'amichevole Mali-Burkina Faso (1-1). Ha messo a segno la sua prima rete con la maglia della Nazionale il 22 gennaio 1995, in Costa d'Avorio-Burkina Faso (2-2), siglando la rete del definitivo 2-2 al minuto 80. Ha partecipato, con la Nazionale, alla Coppa d'Africa 1996, alla Coppa d'Africa 1998 e alla Coppa d'Africa 2000. Ha collezionato in totale, con la maglia della Nazionale, 36 presenze e tre reti.

## Statistiche

### Cronologia presenze e reti in nazionale
| Cronologia completa delle presenze e delle reti in nazionale ― Burkina Faso | Cronologia completa delle presenze e delle reti in nazionale ― Burkina Faso | Cronologia completa delle presenze e delle reti in nazionale ― Burkina Faso | Cronologia completa delle presenze e delle reti in nazionale ― Burkina Faso | Cronologia completa delle presenze e delle reti in nazionale ― Burkina Faso | Cronologia completa delle presenze e delle reti in nazionale ― Burkina Faso | Cronologia completa delle presenze e delle reti in nazionale ― Burkina Faso | Cronologia completa delle presenze e delle reti in nazionale ― Burkina Faso |
| Data                                                                        | Città                                                                       | In casa                                                                     | Risultato                                                                   | Ospiti                                                                      | Competizione                                                                | Reti                                                                        | Note                                                                        |
| --------------------------------------------------------------------------- | --------------------------------------------------------------------------- | --------------------------------------------------------------------------- | --------------------------------------------------------------------------- | --------------------------------------------------------------------------- | --------------------------------------------------------------------------- | --------------------------------------------------------------------------- | --------------------------------------------------------------------------- |
| 05-01-1994                                                                  | Bamako                                                                      | Mali                                                                        | 1 – 1                                                                       | Burkina Faso                                                                | Amichevole                                                                  | -                                                                           |                                                                             |
| 04-09-1994                                                                  | Ouagadougou                                                                 | Burkina Faso                                                                | 2 – 1                                                                       | Marocco                                                                     | Qual. Coppa d'Africa 1996                                                   | -                                                                           |                                                                             |
| 22-01-1995                                                                  | Abidjan                                                                     | Costa d'Avorio                                                              | 2 – 2                                                                       | Burkina Faso                                                                | Qual. Coppa d'Africa 1996                                                   | 1                                                                           | 80’                                                                         |
| 09-04-1995                                                                  | Rabat                                                                       | Marocco                                                                     | 0 – 0                                                                       | Burkina Faso                                                                | Qual. Coppa d'Africa 1996                                                   | -                                                                           |                                                                             |
| 30-07-1995                                                                  | Ouagadougou                                                                 | Burkina Faso                                                                | 1 – 1                                                                       | Costa d'Avorio                                                              | Qual. Coppa d'Africa 1996                                                   | -                                                                           |                                                                             |
| 22-12-1995                                                                  | Ouagadougou                                                                 | Burkina Faso                                                                | 2 – 5                                                                       | Gabon                                                                       | Amichevole                                                                  | -                                                                           |                                                                             |
| 15-01-1996                                                                  | Bloemfontein                                                                | Sierra Leone                                                                | 2 – 1                                                                       | Burkina Faso                                                                | Coppa d'Africa 1996                                                         | -                                                                           | 46’                                                                         |
| 20-01-1996                                                                  | Bloemfontein                                                                | Zambia                                                                      | 5 – 1                                                                       | Burkina Faso                                                                | Coppa d'Africa 1996                                                         | -                                                                           |                                                                             |
| 24-01-1996                                                                  | Port Elizabeth                                                              | Algeria                                                                     | 2 – 1                                                                       | Burkina Faso                                                                | Coppa d'Africa 1996                                                         | -                                                                           |                                                                             |
| 31-05-1996                                                                  | Nouakchott                                                                  | Mauritania                                                                  | 0 – 0                                                                       | Burkina Faso                                                                | Qual. Mondiali 1998                                                         | -                                                                           | 27’                                                                         |
| 09-06-1996                                                                  | Abidjan                                                                     | Costa d'Avorio                                                              | 1 – 1                                                                       | Burkina Faso                                                                | Amichevole                                                                  | 1                                                                           | 33’                                                                         |
| 16-06-1996                                                                  | Ouagadougou                                                                 | Burkina Faso                                                                | 2 – 0                                                                       | Mauritania                                                                  | Qual. Mondiali 1998                                                         | -                                                                           | 82’                                                                         |
| 12-01-1997                                                                  | Ouagadougou                                                                 | Burkina Faso                                                                | 0 – 2                                                                       | Guinea                                                                      | Qual. Mondiali 1998                                                         | -                                                                           |                                                                             |
| 06-04-1997                                                                  | Kasarani                                                                    | Kenya                                                                       | 4 – 3                                                                       | Burkina Faso                                                                | Qual. Mondiali 1998                                                         | -                                                                           | 80’                                                                         |
| 27-04-1997                                                                  | Ouagadougou                                                                 | Burkina Faso                                                                | 1 – 2                                                                       | Nigeria                                                                     | Qual. Mondiali 1998                                                         | -                                                                           |                                                                             |
| 31-05-1997                                                                  | Bobo-Dioulasso                                                              | Burkina Faso                                                                | 2 – 0                                                                       | Mali                                                                        | Amichevole                                                                  | -                                                                           |                                                                             |
| 08-06-1997                                                                  | Conakry                                                                     | Guinea                                                                      | 3 – 1                                                                       | Burkina Faso                                                                | Qual. Mondiali 1998                                                         | -                                                                           |                                                                             |
| 07-02-1998                                                                  | Ouagadougou                                                                 | Burkina Faso                                                                | 0 – 1                                                                       | Camerun                                                                     | Coppa d'Africa 1998                                                         | -                                                                           |                                                                             |
| 11-02-1998                                                                  | Ouagadougou                                                                 | Burkina Faso                                                                | 2 – 1                                                                       | Algeria                                                                     | Coppa d'Africa 1998                                                         | 1                                                                           | 14’ 77’                                                                     |
| 15-02-1998                                                                  | Ouagadougou                                                                 | Burkina Faso                                                                | 1 – 0                                                                       | Guinea                                                                      | Coppa d'Africa 1998                                                         | -                                                                           |                                                                             |
| 21-02-1998                                                                  | Ouagadougou                                                                 | Burkina Faso                                                                | 1 – 1 (8 - 7 dtr)                                                           | Tunisia                                                                     | Coppa d'Africa 1998 - Quarti di finale                                      | -                                                                           |                                                                             |
| 25-02-1998                                                                  | Bobo-Dioulasso                                                              | Burkina Faso                                                                | 0 – 2                                                                       | Egitto                                                                      | Coppa d'Africa 1998 - Semifinali                                            | -                                                                           |                                                                             |
| 27-02-1998                                                                  | Ouagadougou                                                                 | Burkina Faso                                                                | 4 – 4 (1 - 4 dtr)                                                           | RD del Congo                                                                | Coppa d'Africa 1998 - Finale 3º posto                                       | -                                                                           | 57’                                                                         |
| 04-10-1998                                                                  | Ouagadougou                                                                 | Burkina Faso                                                                | 0 – 0                                                                       | Nigeria                                                                     | Qual. Coppa d'Africa 2000                                                   | -                                                                           |                                                                             |
| 23-01-1999                                                                  | Dakar                                                                       | Senegal                                                                     | 1 – 1                                                                       | Burkina Faso                                                                | Qual. Coppa d'Africa 2000                                                   | -                                                                           |                                                                             |
| 28-02-1999                                                                  | Bujumbura                                                                   | Burundi                                                                     | 1 – 2                                                                       | Burkina Faso                                                                | Qual. Coppa d'Africa 2000                                                   | -                                                                           |                                                                             |
| 11-04-1999                                                                  | Ouagadougou                                                                 | Burkina Faso                                                                | 3 – 1                                                                       | Burundi                                                                     | Qual. Coppa d'Africa 2000                                                   | -                                                                           | 56’                                                                         |
| 06-06-1999                                                                  | Ouagadougou                                                                 | Burkina Faso                                                                | 2 – 2                                                                       | Senegal                                                                     | Qual. Coppa d'Africa 2000                                                   | -                                                                           |                                                                             |
| 25-01-2000                                                                  | Kano                                                                        | Burkina Faso                                                                | 1 – 3                                                                       | Senegal                                                                     | Coppa d'Africa 2000                                                         | -                                                                           |                                                                             |
| 01-02-2000                                                                  | Kano                                                                        | Egitto                                                                      | 4 – 2                                                                       | Burkina Faso                                                                | Coppa d'Africa 2000                                                         | -                                                                           | 74’                                                                         |
| 23-04-2000                                                                  | Ouagadougou                                                                 | Burkina Faso                                                                | 3 – 0                                                                       | Etiopia                                                                     | Qual. Mondiali 2002                                                         | -                                                                           | 54’ 65’                                                                     |
| 26-05-2000                                                                  | Algeri                                                                      | Algeria                                                                     | 2 – 0                                                                       | Burkina Faso                                                                | Amichevole                                                                  | -                                                                           |                                                                             |
| 17-06-2000                                                                  | Blantyre                                                                    | Malawi                                                                      | 1 – 1                                                                       | Burkina Faso                                                                | Qual. Mondiali 2002                                                         | -                                                                           | 63’                                                                         |
| 30-06-2000                                                                  | Nouakchott                                                                  | Mauritania                                                                  | 0 – 0                                                                       | Burkina Faso                                                                | Qual. Coppa d'Africa 2002                                                   | -                                                                           | 58’                                                                         |
| 09-07-2000                                                                  | Ouagadougou                                                                 | Burkina Faso                                                                | 2 – 3                                                                       | Guinea                                                                      | Qual. Mondiali 2002                                                         | -                                                                           |                                                                             |
| 17-06-2001                                                                  | Ouagadougou                                                                 | Burkina Faso                                                                | 1 – 0                                                                       | Algeria                                                                     | Qual. Coppa d'Africa 2002                                                   | -                                                                           | 71’                                                                         |
| Totale                                                                      |                                                                             | Presenze                                                                    | 36                                                                          |                                                                             | Reti                                                                        | 3                                                                           |                                                                             |

## Palmarès

### Club

#### Competizioni nazionali
- Campionato ivoriano di calcio: 2

Africa Sports National: 1988, 1989
- Campionato kuwaitiano di calcio: 3

Al Qadisiya: 2002-2003, 2003-2004, 2004-2005
- Coppa della Costa d'Avorio: 2

Africa Sports National: 1989, 1993
- Coppa del Burkina Faso: 1

R.C. Kadiogo: 1994
- Coppa degli Emirati Arabi Uniti: 1

Al Ain: 1998-1999
- Coppa del Kuwait: 2

Al Qadisiya: 2002-2003, 2003-2004